# 马克·盖茨比
马克·盖茨比（Mark Catesby，（1683年3月24日—1749年12月23日））是一名英国自然学家，以研究新大陆动植物闻名。1729年至1747年间，盖茨比出版了《卡罗莱纳、佛罗里达及巴哈马岛屿的自然历史》 （Natural History of Carolina, Florida and the Bahama Islands），这是第一部关于北美动植物的著作。 它包括220种鸟类，爬行动物，两栖动物，鱼类，昆虫，哺乳动物和植物。

## 纪念
美国牛蛙的拉丁名Rana catesbeiana就是纪念盖茨比而命名。